# Elena di Troia (film)
Elena di Troia è un film epico di genere peplum italo-statunitense del 1956 diretto da Robert Wise.

## Trama
Il principe Paride, figlio viziato del re di Troia Priamo, venendo a sapere della bellezza e della virtù della regina Elena di Sparta, moglie di Menelao, fratello del re di Micene Agamennone, decide di partire per la Grecia con la scusa di una semplice ambasciata, accompagnato dal fratello maggiore Ettore. Giunto di notte a Sparta, dopo un grande banchetto a cui Menelao non è presente, Paride rapisce Elena e la conduce nella sua patria, incurante delle terribili conseguenze che comporterà il suo gesto.
Infatti Menelao, accordatosi con Agamennone, raduna il più grande esercito mai visto fino ad allora dal mondo occidentale e attacca spietatamente Troia. Tra i molti guerrieri alleati di Menelao vi sono Achille, Ulisse, Palamede, Patroclo, Aiace Telamonio e il suo omonimo figlio di Oileo, Diomede, il vile gobbo Tersite e molti altri valorosi pronti a dare la vita pur di salvare l'onore del re di Sparta. Tuttavia la guerra di Troia si protrae inaspettatamente per ben 10 anni e durante i vari scontri accadranno mille eventi, tra i quali il sacrificio di Patroclo ed Ettore, la morte di Achille per tradimento, l'inganno di Ulisse ed infine la distruzione finale di Troia mediante il famoso espediente del cavallo di legno.

## Produzione
Finanziato dalla Warner Bros., questo colossal è basato sull'Iliade di Omero ed in particolare sulla figura di Elena e sulla guerra di Troia, viste secondo l'ottica dei troiani. La pellicola, diretta da Robert Wise (con Sergio Leone alla seconda unità di regia), fu prodotta da Maurizio Lodi-Fè; la realizzazione si tenne tra gli stabilimenti di Cinecittà e Punta Ala (Grosseto). Il film venne girato a partire dall'estate del 1954 e distribuito dal gennaio 1956. Nella versione statunitense la sua durata è di 118 minuti.
Il film si basa sulla sceneggiatura di Hugh Gray e John Twist, adattata dallo stesso Gray e da N. Richard Nash. La colonna sonora è di Max Steiner, mentre la fotografia è di Harry Stradling Sr.
I principali attori del film sono: Rossana Podestà, nel ruolo principale di Elena, Stanley Baker, Cedric Hardwicke e Jacques Sernas.
Del nutrito cast hanno fatto parte anche Niall MacGinnis, Nora Swinburne, Robert Douglas, Torin Thatcher, Harry Andrews, Janette Scott, Ronald Lewis, Eduardo Ciannelli, Esmond Knight, nonché una giovane Brigitte Bardot nel ruolo di Andraste, ancella di Elena, e Daniela Rocca, peraltro non accreditata nei titoli.

## Distribuzione
- Argentina: 26 gennaio 1956 (Helena de Troya)
- Australia: 26 gennaio 1956 (Helen of Troy)
- Finlandia: 26 gennaio 1956 (Troijan Helena)
- Germania Ovest: 26 gennaio 1956 (Die Schöne Helena o Der Untergang von Troja)
- Portogallo: 26 gennaio 1956 (Helena de Tróia)
- Stati Uniti d'America: 26 gennaio 1956 (Helen of Troy)
- Svezia: 26 gennaio 1956 (Sköna Helena av Troja)
- Belgio: 27 gennaio 1956 (fiammingo: Helena van Troje, francese: 	Hélène de Troie)
- Francia: 1 febbraio 1956 (Hélène de Troie)
- Regno Unito: 9 aprile 1956 (Troijan Helena)
- Danimarca: 20 marzo 1958
- Spagna: 20 maggio 1960 (Helena de Troya)

## Critica
(Leo Pestelli)